# Norderburg
De Norderburg is een waterslot in Oost-Friesland, in de plaats Dornum in de Duitse deelstaat Nedersaksen.
In Dornum waren rond 1400 drie burchten: de Wester, de Oster en de Norderburg. De Westerburg werd verwoest in 1514 tijdens de zogenaamde Saksische Vete en niet meer herbouwd. De Osterburg werd later omgedoopt tot Beningaburg. De Norderburg, waarin Voortgezet Onderwijs van de regio Dornum is ondergebracht, is enige jaren geleden gerestaureerd en ziet er tegenwoordig uit als een barok kasteel met slotgracht.